# Droga wojewódzka nr 172
Droga wojewódzka nr 172 (DW172) – droga wojewódzka w woj. zachodniopomorskim o długości 42,5 km łącząca Połczyn-Zdrój ze Szczecinkiem (droga nr 20, droga nr 11). Droga przebiega przez powiat świdwiński i szczecinecki, podlega Rejonowi Dróg Wojewódzkich Białogard oraz RDW Koszalin.
Zachodniopomorski Zarząd Dróg Wojewódzkich w Koszalinie określił ją jako drogę klasy G.

## Miejscowości leżące przy trasie DW172
- Połczyn-Zdrój
- Łeknica
- Barwice
- Szczecinek